# Gralha-dáurica
A gralha-dáurica (Corvus dauuricus) é uma ave da família Corvidae. Atinge cerca de 32 cm de comprimento, sendo muito semelhante à Gralha-de-nuca-cinzenta.

## Distribuição
Esta espécie pode ser encontrada numa extensa área da Ásia oriental. O seu território vai desde a zona sudeste da Sibéria até à Mongólia passando pela totalidade da China. Normalmente, no Inverno as populações que vivem nas zonas mais a norte migram para o sul do seu território, onde as temperaturas são mais amenas.

## Habitat
Normalmente habita em zonas de bosques pouco arborizados que tenham nas suas imediações zonas que proporcionem alimentação abundante. São ainda bastante frequentes em campos agrícolas, vales de rios e zonas de montanha.

## Reprodução

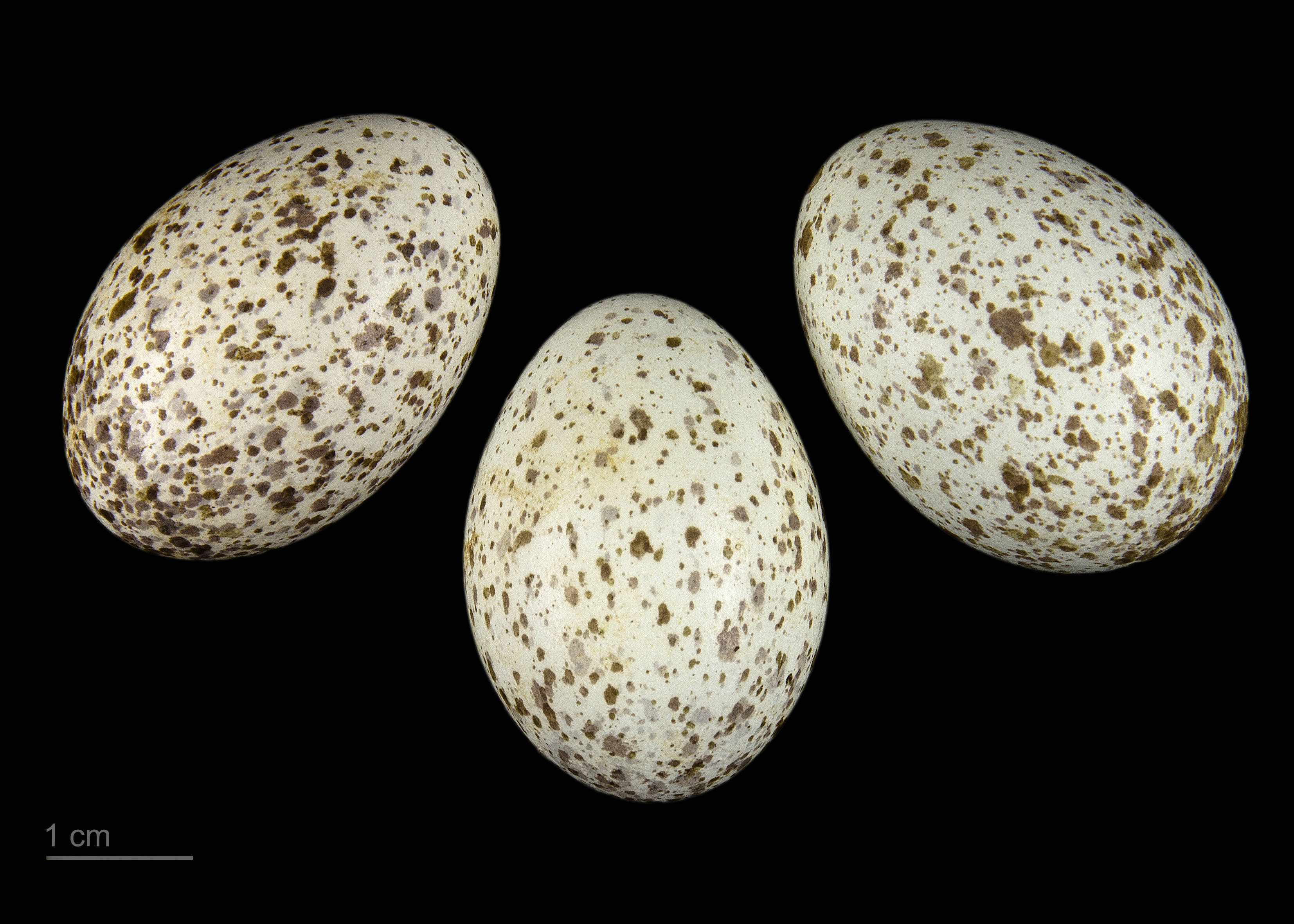
Coloeus dauuricus - (MHNT)

Os ninhos situam-se normalmente em cavidades ou nichos nas paredes. São feitos com ramos, ervas, raízes e guarnecidos com penas, lã e crinas de outros animais. A postura é de 3 a 7 ovos e ocorre durante os meses de abril a junho. O período de incubação é de 16 a 18 dias e as crias são alimentadas por ambos os pais, abandonando o ninho com aproximadamente um mês de idade.

## Alimentação
A gralha-dáurica é uma ave omnívora, alimentando-se de insectos, caracóis, pequenos mamíferos, vermes e outros invertebrados bem como de frutas, cereais e resto de comida humana, em zonas urbanas.